# Euan Burton
Pour les articles homonymes, voir Burton.
Euan Burton, né le 31 mars 1979, est un judoka britannique évoluant dans la catégorie des plus de 81 kg (poids mi-moyens). 

## Carrière
Double médaillé de bronze mondial en 2005 et 2007, il remporte sa première médaille mondiale lors de cette dernière année. Éliminé en demi-finale de ce tournoi mondial par le Français Anthony Rodriguez, il bat l'Italien Giuseppe Maddaloni lors du combat pour la médaille de bronze.

## Vie privée
Il est marié à la judokate Gemma Gibbons.

## Palmarès

### Championnats du monde
- Championnats du monde 2007 à Rio de Janeiro (Brésil) :
  -  Médaille de bronze dans la catégorie des moins de 81 kg (poids mi-moyens).
- Championnats du monde 2010 à Tokyo (Japon) :
  -  Médaille de bronze dans la catégorie des moins de 81 kg (poids mi-moyens).

### Championnats d’Europe
| Catégorie / Année        | 2004 | 2005 | 2007 | 2010 |
| ------------------------ | ---- | ---- | ---- | ---- |
| -81 kg (poids mi-moyens) | 5e   | 3e   | 3e   | 3e   |

### Jeux du Commonwealth
- Jeux du Commonwealth de 2014 à Glasgow (Royaume-Uni) :
  -  Médaille d'or dans la catégorie des moins de 100 kg (poids mi-lourds).